# Paul Allen Tipler
Paul Allen Tipler (Antigo, Wisconsin, 12 de abril de 1933) é um físico estadunidense.
Tipler estudou na Universidade de Purdue, onde obteve a graduação em 1955. Em 1962 obteve um doutorado em física nuclear na Universidade de Illinois, quando lecionava ao mesmo tempo na Universidade Wesleyan. 
Seu livro de grande vendagem Modern Physics foi publicado em primeira edição em 1969, e Physics foi publicado em 1976.

## Obras
- Physics for Scientists and Engineers, 6ª Edição, Freeman, San Francisco, 2008
- Modern Physics, Worth Publishers, 1978
- Physik, Spektrum Akademischer Verlag, 1994, 2000
- College Physics, Worth Publishers, 1987